# Paper Shoes
«Paper Shoes» (inglés: Zapatos de papel) es la sexta y última canción del álbum Yoko Ono/Plastic Ono Band de la artista japonesa Yoko Ono.
Después de Why Not es la segunda pista más extensa del álbum.

## Composición
La pieza inicia con el sonido de un tren en movimiento que dura aproximadamente hasta 1:35 de la canción; después de unos pocos segundos inicia la batería y la voz de Yoko, destacándose a lo largo de toda la canción, además incluye varias distorsiones de guitarra más el bajo como fondo. La música termina alrededor de los 7:00 y la pieza concluye con Yoko diciendo "don't worry" (dicha frase es parte del título de una canción de su álbum siguiente, Fly).

## Crítica
Lester Bangs de Rolling Stone comentó: "También hay dos experimentos en electrónica aquí: uno de ellos es "Paper Shoes" que abre con olas de ruidos y golpes de ferrocarril, luego se mueve en una secuencia donde la voz de Yoko, cortada por la máquina y fundida en sí misma, parpadea en ecos extraños alrededor de los caballetes".

## Personal
- Yoko Ono - voz
- John Lennon - guitarra
- Ringo Starr - batería
- Klaus Voormann - bajo

## Producción
- Yoko Ono - compositora, productora
- John Lennon - productor
- Phil McDonald, John Leckie - ingenieros